# 三田駅 (ソウル特別市)
三田駅（サムジョンえき）は、大韓民国ソウル特別市松坡区三田洞にあるソウル地下鉄9号線の駅。駅番号は (931) 。

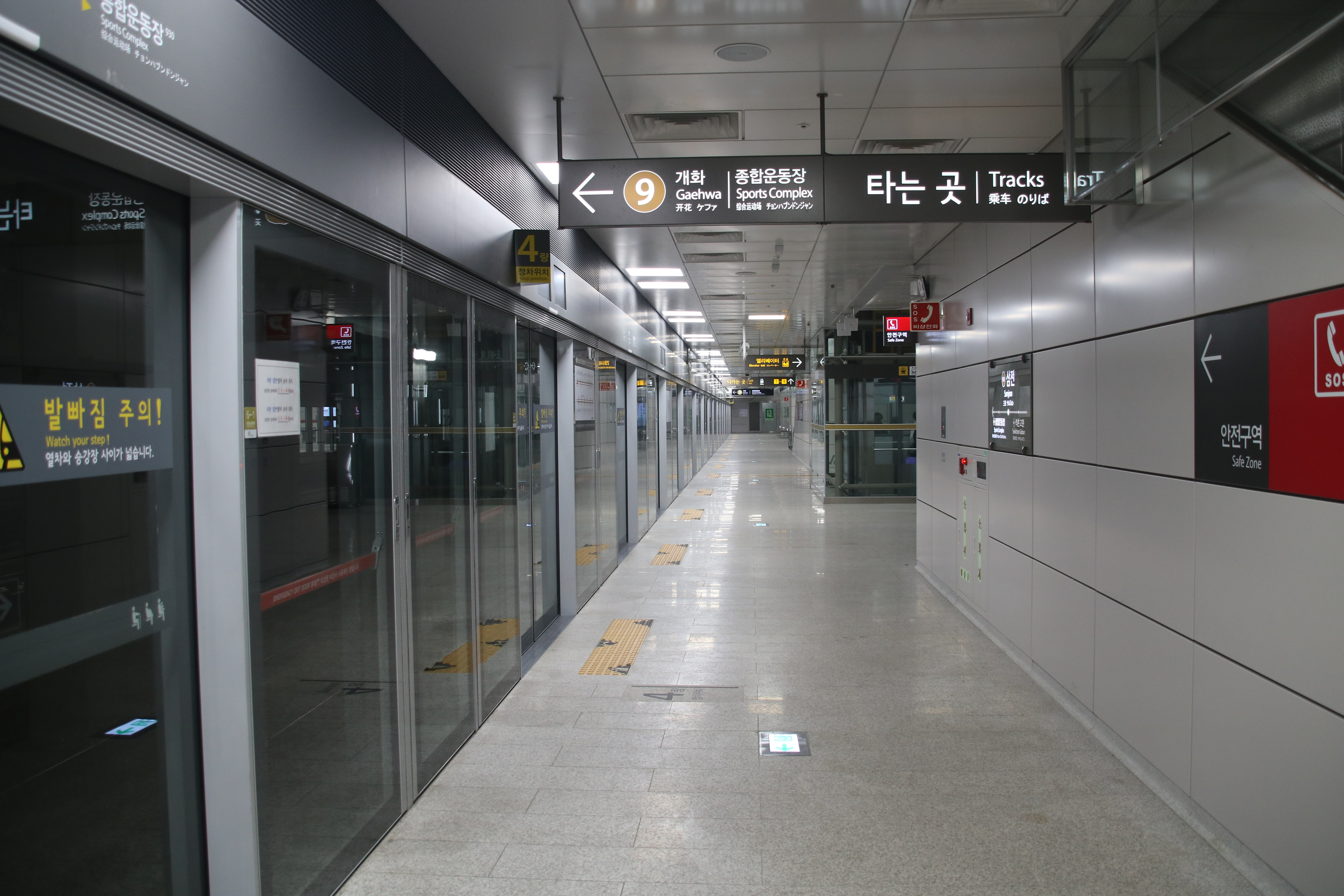
ホーム

## 駅構造
相対式2面4線（通過線あり）の地下駅で、ホームドア設置駅。

### のりば
※案内上ののりば番号は設定されていない。
| 総合運動場↑ |
| \| 上       |
| ↓石村古墳   |

| 上り | ● 9号線 | 宣靖陵・汝矣島・開花方面                 |
| 下り | ● 9号線 | 石村・オリンピック公園・中央報勲病院方面 |

## 駅周辺
- 蚕室本洞住民センター
- ソウル蚕田初等学校（朝鮮語版）
- ソウル三田初等学校（朝鮮語版）
- 三田洞住民センター
- 松坡区民会館
- 松坡区議会

## 歴史
- 2018年8月9日 - 駅名を三田駅に確定[1]。
- 2018年12月1日 - 開業。

## 隣の駅
ソウル市メトロ9号線
●9号線
急行
通過
一般（各駅停車）
総合運動場駅 (930) - 三田駅 (931) - 石村古墳駅 (932)